# إيفان زامورانو
إيفان لويس زامورانو زامورا (بالإسبانية: Iván Zamorano)، من مواليد 18 يناير 1967 في سانتياغو في تشيلي، وهو لاعب كرة قدم تشيلي، وهو لعب مع العديد من الأندية الشهيرة مثل ريال مدريد وإنتر ميلان، وقد اختاره بيليه في مارس 2004 ضمن قائمة أفضل 125 لاعب حي.
بدأ زامورانو مسيرته الكروية مع نادي كوبريسال في عام 1986، ولعب معهم 29 مباراة وسجل 35 هدف، وفي عام 1988 انتقل إلى نادي سانت غالين، ولعب معهم 56 مباراة وسجل 34 هدف، وفي موسم 1991/1992 انتقل إلى نادي إشبيلية، ولعب معهم 59 مباراة وسجل 21 هدف، وفي عام 1992 انتقل إلى نادي ريال مدريد ولعب معهم حتى عام 1996، وشارك خلال تلك الفترة في 137 مباراة وسجل 76 هدف، وفي عام 1996 انتقل إلى نادي إنتر ميلان الإيطالي، ولعب معهم 101 مباراة وسجل 25 هدف، وفي عام 2001 لعب مع نادي أمريكا، واستمر باللعب معهم لمدة سنتين، وشارك خلالها في 63 مباراة وسجل 33 هدف، واختتم مسيرته الكروية مع نادي كولو كولو في عام 2003.
و قد شارك زامورانو مع منتخب تشيلي لكرة القدم في 69 مباراة وسجل 34 هدف، وقد شارك في كأس العالم لكرة القدم 1998.

## بدايته الكروية
بدأ إيفان زامورانو مسيرته الكروية تراسندينو وهو في سن المراهقين، قبل الانضمام إلى صفوف كوبريسال عام 1983، ليلعب 5 أعوام مسجلاً خلالها 8 أهداف في 31 مباراة وأعير خلال تلك الفترة إلى كوبيراندينو لعامين لعب معه 29 مباراة وسجل 27 هدف.
بعد هذا التألق قرر نادي سانت جالين السويسري الحصول على خدماته في عام 1988، ولعب عامين وأحرز خلالها 34 هدف في 56، ليظهر تطور واضح وكبير على المستوى التهديفي.

## الانتقال إلى اسبانيا
وفي ظل تألق اللاعب الملقب بإيفا الرهيب أو بام بام تمكن من الالتحاق بصوف إشبيلية الإسباني ولعب معه عامين ناجحين أحرز 21 هدف في 59 مباراة ليشتريه ريال مدريد مقابل 5 ملايين دولار.
ولعب زامورانو مع ريال مدريد من عام 1992 حتى عام 1996، ليتألق في الليجا بجانب مايكل لاودروب وتحت قيادة المدرب الأرجنتيني خورخي فالدانو.
وخلال مسيرة زامورانو مع ريال مدريد خاض 137 مباراة وسجل 77 هدف.

## الدوري الإيطالي
انتقل اللاعب التشيلي إلى إنتر ميلان الإيطالي ليخوض تجربة في الكالتشيو، (في عز توهج الدوري الإيطالي الذي كان يلعب فيه اغلب نجوم العالم) وبالفعل كانت تجربة ناجحة باللعب بجانب دييجو سيميوني ورونالدو الظاهرة وروبيرتو باجيو واندريا بيرلو وكريستيان فييري، حيث سجل زامورانو للنيراتزوري 25 هدف في 101 مباراة.

## الدوري المكسيكي
وفي عام 2001 انتقل زامورانو إلى المكسيك ليلعب مع كلوب أمريكا ومن ثم كولو كولو عام 2003 ولعب للفريقين 77 مباراة وسجل 41 هدف، وتنتهي بذلك مسيرته مع الأندية.

## مسيرته الدولية
وعلى الصعيد الدولي يعد ايفان زامورانو من أشهر نجوم تشيلي، والأكثر شهرة عالمياً، حيث لعب 69 مباراة دولية وسجل 34 هدف من عام 1987 حتى 2001 .
كان أول ظهور لايفان زامورنو مع المنتخب التشيلي في 19 حزيران عام 1987، وسجل هدفا في مباراة ودية 3-1 ضد بيرو.
وفي التصفيات المؤهلة لكأس العالم 1998 سجل زامورانو 5 اهداف حسمت تأهل تشيلي للمونديال. من اشهرها مباراة ضد فنزويلا انتهت بنتيجة 6-0 لصالح تشيلي.
وتألق ايفان زامورنو خلال مباريات كأس العالم 1998 في فرنسا، حيث شكل ثنائياً رائعاً مع زميله مارتشيلو سالاس في مباريات ضد إيطاليا والبرزيل والنمسا.
كما شارك مع المنتخب في دورة الألعاب الأولمبية 2000 في سيدني، وحقق الميدالية البرونزية، وسجل هدفي الفوز 2-0 ضد الولايات المتحدة، وكان هداف البطولة برصيد ستة أهداف.

## ألقاب وجوائز
تعتبر خزينة زامورانو مليئة بالألقاب والجوائز خاصة أن مسيرته حققت نجاح كبير وانتشار واسع ولعب لعدة أندية كبيرة، حيث توج بدوري الدرجة الثانية وكأس تشيلي محلياً.
و في سويسرا حاز زامورنو على جائزة أفضل لاعب أجنبي في الدوري السويسري
و في إسبانيا فاز بالدوري الإسباني وكأس إسبانيا وكأس السوبر الإسباني مع ريال مدريد، ولقب هداف الدوري الإسباني وأفضل لاعب أجنبي في إسبانيا
وفي إيطاليا حصد زامورانو لقب كأس الاتحاد الأوروبي، وفي المكسيك حقق بطولة الدوري المكسيكي.
وعلى الصعيد الدولي حقق لقب هداف الأولمبياد، والميدالية البرونزية، إضافة إلى كونه ضمن أفضل 100 لاعب في التاريخ بحسب الفيفا.

## قصة القميص رقم 8+1
عندما كان زامورانو في إنتر ميلان ارتدى في البداية القميص رقم 9 في حين كان يحمل الظاهرة رونالدو القميص رقم 10، لكن مع قدوم روبرتو باجيو اختلفت الأمور.
في ذلك الوقت قام رونالدو بمنح باجيو القميص رقم 10، ليمنح زامورانو القميص رقم 9 للاعب البرازيلي، في حين قام بالحصول على رقم 18 بجانب وضع شارة (+) بين الرقمين ليكون المجموع هو الرقم 9.
ويقول زامورانو عن ذلك القميص: (كان رونالدو لاعباً حديث الوفود إلى إيطاليا وكان صغير السن وبحاجة إلى الدعم فتنازلت له عن رقم 9)

## روابط خارجية
- إيفان زامورانو على موقع الاتحاد الدولي (مؤرشف)  (الإنجليزية)
- إيفان زامورانو على موقع الاتحاد الأوربي (الإنجليزية)
- إيفان زامورانو على موقع قاعدة بيانات كرة القدم.إي يو (الإنجليزية)
- إيفان زامورانو على موقع ناشيونال فوتبول تيمز (الإنجليزية)
- إيفان زامورانو على موقع Soccerway.com (الإنجليزية)
- إيفان زامورانو على موقع عالم كرة القدم.نت (الإنجليزية)
- إيفان زامورانو على موقع كووورة
- إيفان زامورانو على موقع أوليمبيديا (الإنجليزية)